# Gurenge
Gurenge (紅蓮華?  El "Loto rojo") es una canción de la cantante pop japonesa LiSA de su quinto álbum de estudio Leo-Nine. Fue lanzado como su decimoquinto sencillo digitalmente el 22 de abril de 2019 y recibió un lanzamiento físico el 3 de julio de 2019. Alcanzó el número 3 en Oricon, el número 2 en Japan Hot 100 y el número 1 en Japan Hot Animation. Se utilizó como tema de apertura de la serie de anime Demon Slayer: Kimetsu no Yaiba. Se presentó una interpretación instrumental de la canción durante la ceremonia de clausura de los Juegos Olímpicos de Tokio 2020.

## Lanzamiento
El 24 de marzo de 2019, el sitio web oficial del anime Demon Slayer: Kimetsu no Yaiba reveló el tema de apertura "Gurenge" que sería cantado por LiSA. La canción fue lanzada digitalmente el 22 de abril de 2019 y recibió un sencillo físico el 3 de julio de 2019 en tres ediciones; Edición regular, edición limitada y edición limitada de anime. El sencillo alcanzó el número 3 en Oricon, 2 en Japan Hot 100 y 1 en Japan Hot Animation. En mayo de 2019, "Gurenge" recibió la certificación de oro de la Asociación de la Industria de la Grabación de Japón (RIAJ) por 100,000 descargas de música digital de pistas completas. Y en julio de 2020, "Gurenge" fue certificado Million por la Recording Industry Association of Japan (RIAJ) por 1,000,000 de descargas de música digital de pistas completas, convirtiéndose en el primer sencillo de una artista femenina en superar el millón de descargas en la historia del ranking de sencillos digitales de Oricon. gráfico. El sencillo también se convirtió en el tercer sencillo general en la historia de la lista en hacerlo, después del sencillo de Kenshi Yonezu de 2018 "Lemon" y su sencillo de 2019 "Uma to Shika".
La canción ganó un Newtype Anime Awards como mejor tema musical de 2019 y ganó el premio 34th Japan Gold Disc Award a las 5 mejores canciones por descarga. La canción apareció en vivo en el canal de YouTube The First Take y también en Kōhaku Uta Gassen. La canción aparecerá en su quinto álbum Leo-Nine.
La canción ha sido versionada por personas de todo el mundo en YouTube. Uno de ellos fue el dúo japonés Garnidelia, que realizó un auto cover de la canción en su YouTube oficial; la portada es parte de su portada oficial, titulada GARNiDELiA Cover Collection.

## Video musical
El video musical de "Gurenge" fue dirigido por Masakazu Fukatsu y producido por Hiroshi Takayama. El video muestra a LiSA usando una bufanda roja y tela negra como motivos, vistiendo una camisa blanca sin mangas y pantalones cortos rojos, bailando junto a dos demonios. A veces, las escenas mostraban a los demonios con efecto negro y rojo. El video termina con LiSA poniéndose una máscara de demonio. Los demonios son interpretados por Shinji Kanazawa y Mai Shimizu.

## Lista de canciones
| CD  |                                                    |          |  |
| N.º | Título                                             | Duración |  |
| 1.  | «Gurenge» (紅蓮華 Red Lotus)                       | 3:58     |  |
| 2.  | «Propaganda»                                       | 3:21     |  |
| 3.  | «Yakusoku no Uta» (やくそくのうた Song of Promise) | 4:38     |  |
| 4.  | «Gurenge» (紅蓮華 Red Lotus) (Instrumental)        | 3:55     |  |

## Posicionamiento en lista
| Lista (2019–2020)                       | Posiciones |
| --------------------------------------- | ---------- |
| Japan Weekly Singles (Oricon)           | 3          |
| Japan Hot 100 (Billboard)               | 2          |
| Japan Hot Animation (Billboard)         | 1          |
| US World Digital Song Sales (Billboard) | 7          |
| Global 200 (Billboard)                  | 73         |